# زبان پوئونگ
پوئونگ (Phuong)، یا کاتوی بالا، یک زبان کاتویی (مون-خمر) ویتنام است.